# St Antony's College
El col·legi de Sant Antoni (St Antony's College) és un dels col·legis constituents de la Universitat d'Oxford a Anglaterra. Fou fundat el 1950 pel mercader francès Antonin Besse d'Aden. Sant Antoni s'especialitza en l'estudi de les relacions internacionals, l'economia, la política i els estudis regionals d'Europa, Europa Oriental i Àsia central, Llatinoamèrica, la regió MENA, Àfrica, el Japó, la Xina i el Sud-Est Asiàtic.
La universitat es troba al nord d'Oxford, amb Woodstock Road a l'oest, Bevington Road al sud i Winchester Road a l'est. St Antony's tenia una dotació financera de 55,1 milions de lliures esterlines a partir del 2021. Anteriorment, havia estat un col·legi només masculí, tot i que accepta dones des de 1962.